# FasoZine

FasoZine est un magazine d'actualité destinés aux burkinabè et à la diaspora. Sa périodicité est bimestrielle. Il est distribué au Burkina Faso, en Côte d'Ivoire. Il est aussi accessible par abonnement dans le reste du monde.